# 海印寺 (陜川郡)
海印寺（かいいんじ、朝: 해인사、ヘインサ）は、大韓民国慶尚南道陜川郡にある寺院。韓国仏教界の最大勢力である曹渓宗（大韓仏教曹渓宗）の三宝寺院、五大叢林（海印叢林）に数えられている。また曹渓宗の第12教区本寺。
高麗八万大蔵経の版木が保管されている大蔵経板殿はユネスコ世界遺産に登録されている。

## 歴史
新羅王第40代哀荘王の時代の802年（哀荘王3年）に海東華厳宗の開祖義湘の法孫順応と彼の弟子理貞が新羅王室の寄進を受けて創建した。
918年に高麗が建国された際、当時海印寺の住職だった稀朗大師は、建国時の功績が認められ、海印寺は高麗の国刹になった。
930年には太祖の支援で重建が行われた。その後幾度かの重建が行われたようであるが、詳細はわからない。
李氏朝鮮の太宗による1407年（太宗7年）の仏教弾圧の際、存続を許された88寺院の中に海印寺の名前はなく、廃寺になったようである。しかし世宗による1424年（世宗6年）の仏教弾圧の際、存続を許された36寺院の中に海印寺の名前はあり、寺は復活した（朝鮮の仏教#李氏朝鮮時代の仏教弾圧）。
1488年（成宗19年）に王室の寄進を受け、1490年（成宗21年）に燈谷學祖和尚が重修した。世界遺産に登録された大蔵経板殿は現在海印寺最古の建造物だが、この時重建されたものである。
1695年（粛宗21年）に火災にあうが、雷音敬演和尚が翌年に重建した。1743年（英祖19年）に凌雲一宗大師が重建。1763年（英祖39年）に火災にあうが、3年かけて雪坡常彥大師が再建。
1780年（正祖4年）に火災にあうが、星坡念初大師が5年かけて再建。
1817年（純祖17年）に火災にあうが、影月慧堅大師と晦隱昇惠大師が3年かけて重建を行った。海印寺は繰り返し火災に見舞われており、本堂の大寂光殿をはじめ現存の建築はこのとき重建されたものがほとんどである。
日本統治時代の1911年に制定された寺刹令施行規則（明治44年7月8日付の法令）によって、朝鮮三十本山に指定された（1924年以降は朝鮮三十一本山）。
朝鮮戦争中には爆撃の危機に晒されたが、金英煥は爆撃を拒否したため、2002年に海印寺の入り口で彼の功績碑が設置された。

## 境内

### 一柱門
寺院の入り口にある最初の門で、横から見ると一本の柱の様に並んでいる。そのため一柱門と呼ばれる。

### 鳳凰門
「海印叢林」の額が掲げられ、邪鬼から仏法を護る四天王像が奉安されている門である。

### 局司檀
伽耶山の守護神を祀る堂宇で、心を込めて祈れば願いが一つだけ叶うと言われている。

### 解脱門（不二門）
この門を潜ると輪廻の世界から解脱し、悟りの世界、即ち仏の世界に入るということである。一柱門から解脱門までの33段の石段は、仏教の世界の中心である須弥山の頂上にある33の極楽を表している。

### 九光樓
華厳経の中で釈迦が九カ所で説法する度に白虎の光が世界を照らしたことから名付けられた。

### 海印圖（華嚴一乘法界圖）
迷路のように54周すれば、最終的には出発地点(原点)に戻ってくるという悟りに至る原理で、本来は仏の世界であり、我々が生きている世界は仏の世界ということである。

### 海印寺三層石塔
海印寺創建当時に建てられた塔で統一新羅時代の石塔の典型である。1926年6月に塔を修理した際に上層基盤で9体の仏像が発見されたが、修理後にその仏像を塔の中に戻した。

### 海印寺石燈
石塔は仏教の儀式を行う際に火を灯すことで仏の光明を表している。八角形石燈の四面には窓があり、窓の無い四面には四天王の像が彫られており床石を除いた各部分は八角形を呈している。海印寺三層石塔と同時に建てられたものである。

### 大寂光殿
毘盧遮那仏を本尊として奉安する堂宇であるこことから大寂光殿と称する。

### 應眞殿（羅漢殿）
塑像の釈迦如来と十六羅漢を奉安している。本来は解行堂で、成宗19年(1488年)に學祖大師が初建し現在の建物は1817年に聖岸大師が重建した。羅漢像は、1918年に板殿西斎で奉安した。

### 冥府殿（地藏殿）
地獄に居て一切の衆生が救われるまでは成仏しないという誓いを立てた地蔵菩薩が祀られている。木造の地蔵菩薩の左右には道明菩薩と死後に罪の重さを裁く十人の審判像が奉安されている。1873年

### 大毘盧殿
双子仏として知られる毘廬舎那仏(韓国国宝1777号・1779号)が安置されており、新羅時代に真聖女王と愛人で角干(一等官)の金魏弘が愛の永続を願って毘廬舎那仏を祀ったと伝わる。

### 獨聖閣
那般尊者が祀られている。那般尊者に供物を捧げて祈ると霊的な利益が得られると言われている。

### 學士台
新羅時代末期に文人であり学者であった崔致遠が晩年に伽耶山に隠棲して詩書に没頭していた場所で、当時逆に挿した樅の杖が成長して巨木となったとのことで天然記念物に指定されていたが、2019年の台風で樹木の命が尽きた。

### 吉祥塔
吉祥塔は統一新羅時代の典型的な様式である。塔の中には小塔とともに崔致遠が書いた「戦乱の中で多くの人々が宝物を守ろうとして犠牲になり、彼らの魂を供養するため塔を建立した」と記されていた。

### 碑林と浮屠
海印寺で活躍した高僧を顕彰する20の亀趺が並んでおり碑林と呼ばれる。その奥には浮屠が並んでいる。

## 境外塔頭
- 文殊院
- 白蓮庵
- 極楽庵
- 普賢庵
- 藥水庵
- 國一庵
- 三仙庵
- 弘済庵
- 願堂庵
- 知足庵
- 希郎臺
- 龍塔庵
- 休休精舎

## 海印寺聖宝博物館
2000年に完成した。入場料無料である。
代表的な宝物としては高麗の王建の時代に稀朗大師を彫刻した乾漆稀朗大師坐像(韓国国宝第333号)・朝鮮王朝の成宗の時代に造られた銅鐘・釈迦の説法を描いた仏画などがある。

## 年中行事
- 高麗八万大蔵経の日記念行事(新暦4月第2金曜日・土曜日)
- 灌仏会釈迦生誕日(旧暦4月8日)
- 海印寺開山大祭(旧暦10月16日)
- 菩薩戒受戒法会(新暦10月第4金曜日・土曜日)

## 不祥事
性的スキャンダルで住職追放
2023年1月19日、海印寺は住職（ナンバー2）を2度務め、曹渓宗の教育院長も務めたヒョンウンを尼僧へのセクハラと性風俗店への出入りの罪で、寺から追放（山門黜送）した。
修行期間中に海外でゴルフ（2度）
2023年1月19日、禁足修行期間（冬安居）中にタイにまで出かけてゴルフを行った高僧が2名（住職と方丈侍者）いたことが発覚、この2人は2年前の夏安居にもゴルフに出かけたことが判明している。

## アクセス
大邱都市鉄道1号線の서부정류장(西部停留場駅)で下車し、地上のバスターミナルから해인사(海印寺)行きに乗車し終点で下車。乗車時間は約1時間半。終点から参道の坂道を登って徒歩で約45分。帰りは해인사(海印寺)バス停から대구(大邱)行きに乗車し서부정류장(西部停留場駅)へ戻る。